# Fonética aplicada
La fonética es definida como la parte de la lingüística que estudia los sonidos de las lenguas. Sin embargo, es importante tener en cuenta que la fonética no es una ciencia meramente teórica, sino que su campo de actuación se extiende a muy diversos ámbitos, y el papel de los fonetistas en todos ellos puede resultar fundamental. Por suerte este hecho se tiene cada vez más en cuenta y la fonética se abre paso en los diferentes campos para ir logrando pequeños avances.
La fonética aplicada es el estudio de las características de los sonidos aplicables a un ámbito profesional como la enseñanza de la pronunciación, la fonética clínica, lingüística computacional y la fonética forense.

## El uso didáctico: la corrección fonética
Entendemos por corrección fonética la técnica para ajustar la dicción al uso estándar de una lengua determinada. Esta técnica puede ser empleada en el aprendizaje no sólo de la propia lengua, sino también en una segunda o tercera de ellas.
La corrección fonética en la propia lengua se orienta hacia todos aquellos que trabajan en el mundo de las telecomunicaciones: periodistas,comentaristas, políticos, etc. Todas aquellas personas que, por su trabajo, se ven obligadas a hablar públicamente deben hacerlo de la manera más correcta posible, y así como el lenguaje no verbal importa, puede también resultar interesante intentar no alejarse demasiado de un uso estándar de la lengua que no desvíe la atención de los oyentes hacia aspectos que difieren de lo que queremos transmitir.

## La fonética en el proceso de aprendizaje de L2 y L3
A la hora de estudiar una lengua extrajera, tanto en colegios, academias o incluso por cuenta propia, siempre se incide en aspectos de la lengua tales como la sintaxis, la morfología o el vocabulario. Sin embargo la fonética adquiere, erróneamente, un papel secundario en este proceso de aprendizaje. De manera que nuestro dominio de la lengua nunca estará completo y al enfrentarnos a un nativo, quizá no seamos capaces de comprenderle tanto y tan correctamente como si estuviésemos leyendo esas mismas palabras en un folio; de la misma manera que no seremos capaces de reproducir los sonidos de la lengua aprendida del mismo modo que lo hacemos con nuestra lengua materna.
Esto podría cambiar si la fonética pasase del segundo al primer plano. Afortunadamente cada vez somos más conscientes de ello y los cursos lingüísticos de lenguas extranjeras incluyen como parte fundamental la oral. Y aun así, constituye un arduo trabajo, pues los adultos tendemos a buscar índices acústicos que existan en nuestra lengua, al hablar una lengua que no es nuestra lengua materna tendemos a hacerlo manteniendo los rasgos fonotácticos de ésta. En este caso los niños son más sensibles a múltiples diferencias fónicas que van aprendiendo a medida que su propia lengua se va consolidando. Por ejemplo, cuando una persona de habla materna catalana habla español tiende en principio a pronunciar todas las laterales alveolares con un cierto grado de velarización, especialmente las implosivas.

## El uso clínico: la rehabilitación de los trastornos del habla
Las herramientas que puede aportarnos la fonética en el ámbito clínico pueden revelarse ciertamente útiles, sin embargo, ya sea por desconocimientos de las mismas o por tratar de conseguir una mayor inmediatez, no se recurre a ellas.
Entre las aplicaciones de la fonética en la vida en sociedad, probablemente la más conocida es la que la enlaza con la práctica logopédica. La tradición conoce a la reeducación de los problemas del habla en las personas que sufren perturbaciones del lenguaje como ortofonía. Actualmente, lo más habitual no es referirse a esta práctica como práctica ortofónica si no logopédica.
Dentro de los trastornos de la producción cabe señalar dos grandes grupos dependiendo del origen de la disfunción:
Disglosia o dislalia orgánica: si es de origen orgánico, es decir, por una malformación congénita en los órganos articulatorios.Es el caso de la sordera congénita, que va ligado al apelativo “sordomudo”, ya que los niños con este trastorno tienen muchas dificultades a la
hora de aprender a hablar.
Disartria o dislalia funcional: si, por el contrario, el trastorno proviene de un origen funcional por causas neurológicas o por una descoordinación motora. Todo aquello que represente una alteración de los patrones fónicos normales, desde el punto de vista de la fonación y de la articulación o desde el punto de vista de la audición y de la percepción, por la causa que sea (incluidos los cambios evolutivos en la adquisición), compete a los fonetistas y no debería faltar su activa participación en ambas fases de la actuación rehabilitadora: diagnóstico y rehabilitación. Para lo cual además cobra especial importancia la transcripción fonética y es imprescindible que el especialista conozca la tabla de símbolos de la AFI.

## Uso tecnológico: las tecnologías del habla
El uso de las tecnologías en nuestro día a día es cada vez más frecuente e imprescindible, no cabe duda de que el desarrollo de las nuevas tecnologías y de la informática incide y revoluciona todos los ámbitos de conocimiento y el saber humanos y en este caso, la fonética, no podía ser menos.
El uso tecnológico de la fonética está enfocado hacia las llamadas tecnologías del habla que buscan una interacción oral del ser humano con el ordenador, mucho más eficaz y ágil que la comunicación escrita. En este sentido podemos diferenciar dos nuevas tecnologías: la síntesis de voz y el reconocimiento automático del habla.

##### La síntesis de voz
Consiste en que un ordenador genere habla artificial. El interés fundamental de los fonetistas reside en poder cambiar algún o algunos parámetros manteniendo constantes los demás para verificar el efecto perceptivo del cambio y, así, poder avanzar en la búsqueda de las pistas o índices acústicos más relevantes en la percepción humana.Existen tres tipos principales de síntesis de voz.

##### Síntesis por formantes
Permite generar sonido a partir de la especificación previa de los parámetros acústicos correspondientes de frecuencia e intensidad.Un modelo muy conocido de este tipo de sintetizadores en el Pattern Playback, que se desarrolló y en los años cincuenta y sesenta del pasado siglo en los Laboratorios Haskins (EE. UU.)

##### Síntesis articulatoria
Pretende emular el tracto vocal, es decir, genera habla sintética a partir de parámetros que describen la posición y el movimiento de los articuladores. Hay que decir que los resultados sintéticos obtenidos hasta el momento no son del todo satisfactorios.

##### Síntesis por concatenación
Funciona uniendo pequeños fragmentos de sonido para generar los mensajes completos. También en este caso, se trabaja por conseguir unos mejores resultados.
Todos estos sistemas tienen un problema común: al texto resultante le falta naturalidad, necesitan, entre otras cosas, ser dotado de información prosódica. El papel de los fonetistas puede por lo tanto ser de gran utilidad en este punto.

##### Reconocimiento automático del habla
Se pretende que un ordenador sea capaz de reconocer automáticamente, sin la colaboración humana, una entrada sonora y pueda actuar en consecuencia en función de cómo haya sido programado. Los modelos acústicos despiertan verdadero interés en los fonetistas, consisten en extraer de la señal de entrada los parámetros acústicos que van a permitir segmentar la cadena fónica, y a continuación, identificando los sonidos que la forman para,finalmente, llegar e reconocer lingüísticamente el mensaje. De la misma manera que en el terreno de la síntesis, queda aun mucho camino por recorrer, sin embargo, este ámbito de la ingeniería lingüística ha experimentado grandes avances desde sus inicios.

## El uso judicial: La fonética forense
Esta aplicación de la fonética enlaza con el ámbito policial y judicial. El interés fundamental reside en la identificación de rasgos fonéticos que nos permitan discernir entre dos voces similares. Atendiendo no solo a un análisis de la voz, sino también al estudio de los sonidos determinados que la persona emplea, de sus características peculiares como, por ejemplo, una r diferente, unas vocales más abiertas o más cerradas de lo normal, la entonación que emplea o la velocidad de articulación a la que emite los enunciados, etc. Como vemos, son muchos los aspectos que podemos y debemos tener en cuenta y que además nos revelan datos personales sobre la persona en cuestión tales como su sexo o su estado de ánimo, así como su origen geográfico, dialectal y sociocultural. Ante la pregunta de “¿requieren cada vez más sus servicios en los juicios? en una entrevista de “La Voz de Galicia” responde Juana Gil, directora del Laboratorio de Fonética del Centro Superior de Investigaciones Científicas: “-Los casos nos llegan de forma imprevista. A veces tenemos tres seguidos, durante otros períodos de tiempo solo uno o ninguno porque es muy variable. Intervenimos en casos relativos a la comparación de voces en sumarios sobre presunta corrupción, pero también en otros relacionados con marcas comerciales registradas cuyos propietarios no querían ver emuladas por otras marcas con sonido parecido, además secuestros...”
En cualquier caso, la fonética y los instrumentos y conocimientos de los que dispone resultan indispensables si lo que se quiere conseguir en un óptimo resultado en este tipo de operaciones. 